# Cerchi di Yff
Nella geometria del triangolo, cerchi di Yff sono due triplette di cerchi di Johnson (cioè congruenti e intersecantesi in un unico punto) di cui ogni cerchio è tangente a due lati del triangolo. Per il teorema di Johnson inoltre ciascuna tripletta individua anche un cerchio di Johnson-Yff.

## Due triplette
Esistono due tipi di cerchi di Yff:
- i primi, con centri indicati con Y sono contenuti interamente all'interno del perimetro del triangolo, il loro punto d'incontro è X(55) e il centro del loro cerchio di Johnson-Yff è X(1478);
- i secondi, concentri indicati con Z sono semplicemente tangenti ai lati o ai loro prolungamenti, il loro punto d'incontro è X(56) e il centro del loro cerchio di Johnson-Yff è X(1479);

noti inoltre, l'inraggio r e il circumraggio R i loro raggi dei cerchi di Yff o Johnson-Yff sono:
{\displaystyle \rho _{Y}={\frac {Rr}{R+r}}}; {\displaystyle \rho _{Z}={\frac {Rr}{R-r}}}
il rapporto fra i due raggi è:{\displaystyle {\frac {R-r}{R+r}}}
per quanto riguarda invece le coordinate trilineari dei centri queste diventano
{\displaystyle O_{a}\quad {\frac {2\Delta -(b+c)\rho }{a}}:\rho :\rho }
{\displaystyle O_{b}\quad \rho :{\frac {2\Delta -(a+c)\rho }{b}}:\rho }
{\displaystyle O_{c}\quad \rho :\rho :{\frac {2\Delta -(a+b)\rho }{c}}}
in cui basta semplicemente cambiare con il raggio ρ omologo.

## Centri

### X(55)
X(55) è il punto di incontro dei cerchi di Yff di prima specie con coordinate trilineari:
a(s - a) : b(s - b) : c(s - c)
coordinate baricentriche
a2(s - a) : b2(s - b) : c2(s - c)
il punto è anche il centro di omotetia del triangolo tangenziale, del triangolo intangente, ed extangente.

### X(56)
X(56) è il punto di incontro dei cerchi di Yff di prima specie con coordinate trilineari:
a/(s - a) : b/(s - b) : c/(s - c).
coordinate baricentriche
a2/(s - a) : b2/(s - b) : c2/(s - c)

### X(1478)
X(1478) è il centro del cerchio di Johnson-Yff di prima specie che forma con i punti Ya, Yb, Yb, un sistema ortico; le sue coordinate trilineari:
f(A,B,C) : f(B,C,A) : f(C,A,B),
coordinate baricentriche:
(sin α)f(A,B,C) : (sin β)f(B,C,A) : (sin γ)f(C,A,B)
dove f(A,B,C) = 1 + 2 cos B cos C.